# MÁV Q jellegű szerkocsi
A MÁV Q jellegű szerkocsijait a MÁV Gépgyár szállította Tiszavidéki Vasút (TVV) által megrendelt 93–94 pályaszámú SZOLNOKII és KARCZAGII nevű C tengelyelrendezésű vegyesvonati mozdonyaival. Ahogy a mozdonyokból, úgy ebből a típusú szerkocsiból is csak ez a két példány készült. A TVV államosítása után a szerkocsik jelölése is a mozdonyokéval azonosan változott előbb 391–392 pályaszámra, majd 1891-ben a 2241–2242 pályaszámokra. 1911-ig ez utóbbi pályaszámokat és a IIId. osztályjelzést viselték, amikor is a Q jellegmegjelölést és a Q314,001–002 pályaszámokat kapták. Az első világháború után az SHS-hez kerültek, ahol a mozdonyokat hamarosan leselejtezték.
A Q jellegmegjelölést a MÁV a második világháború után a módosított kapocsszekrény más mozdonyokhoz is alkalmassá tett S jellegű szerkocsik megjelölésére újra felhasználta (→MÁV QII jellegű szerkocsi).

## Szerkezete
A szerkocsi a Sigl-tervezésű „szabvány” (pl. III. osztályú) szerkocsikkal megegyezően 8 mm-es lemezvastagságú, kettős lemezelésű hossztartókkal készültek. A hossztartókat a szokásos módon elöl a kapocsszekrény, hátul a vonószekrény kötötte össze. A szerkocsi szélső tengelytávja is mm-re megegyezett a III. osztályú szerkocsikéval, azonban attól eltérően a középső tengely az első tengelytől nagyobb (1738 mm), a harmadik tengelytől kisebb (1422 mm) távolságra került. Ennek a – háromtengelyes szerkocsiknál nem ritka – elrendezésnek az volt a célja, hogy a tengelyek terhelése lehetőleg közel azonos legyen. Mindegyik kerékcsapágy fölött egy-egy lemezes rugót helyeztek el a hossztartó kivágásaiban. A hátsó két tengely rugóit oldalanként himbák kötötték össze. A hossztartókra támaszkodik 10,28 m³-es víztartály, melyben hullámtörő lemezeket helyeztek el, a víztartály tetején pedig 9,9 m³-es szénférőt alakítottak ki. A három vízvételező nyílásból kettőt a szerkocsi elején, egyet pedig a széntartó hátulján helyeztek el. A szerkocsi mindhárom tengelyét csavarorsós kézifékkel fékezték, a féktuskók a kerekeket mindkét oldalról fékezték.